# Vilmantas
Vilmantas ist ein litauischer, männlicher Vorname, abgeleitet von viltis + Mantas. Die weibliche Form ist Vilmantė.

## Bekannte Namensträger
- Vilmantas Liorančas (* 1964), Badmintonfunktionär
- Vilmantas Matkevičius (* 1960), Basketballtrainer
- Vilmantas Tamošaitis (* 1966), Brigadegeneral, Generalstabschef